# Brandisia
Brandisia, biljni rod čija je porodična pripadnost još nije točno utvrđena, moguće da pripada u Orobanchaceae ili Paulowniaceae ili Scrophulariaceae. Rod je sa svojih 9 vrsta (grmovi, povremeno parazitski) raširen po planinskom području suptropske istočne Azije; od toga osam vrsta u Kini.

## Vrste
1. Brandisia annamitica Bonati
2. Brandisia cauliflora P.C.Tsoong & L.T.Lu
3. Brandisia discolor Hook.f. & Thomson
4. Brandisia glabrescens Rehder
5. Brandisia hancei Hook.f.
6. Brandisia kwangsiensis H.L.Li
7. Brandisia racemosa Hemsl.
8. Brandisia rosea W.W.Sm.
9. Brandisia swinglei Merr.